# Peter Eriksen
Søren Peter Eriksen (ur. 19 maja 1893 w Aarhus, zm. 23 września 1968) – duński zapaśnik walczący w obu stylach. Olimpijczyk z Paryża 1924, gdzie zajął dziewiąte i trzynaste miejsce. Walczył w wadze lekkiej i piórkowej.
Uczestnik mistrzostw świata w 1922. Mistrz Danii w 1921 i 1924 roku.

## Letnie Igrzyska Olimpijskie 1924
| Konkurencja          | Rundy eliminacyjne          | Rundy eliminacyjne     | Rundy eliminacyjne    | Klas. końcowa |
| Konkurencja          | Przeciwnik I                | Przeciwnik II          | Przeciwnik III        | Miejsce       |
| -------------------- | --------------------------- | ---------------------- | --------------------- | ------------- |
| 62 kg styl klasyczny | Aleksanteri Toivola (FIN) P | Jānis Rudzītis (LAT) Z | Kalle Anttila (FIN) P | 13.           |

| Konkurencja      | Rundy eliminacyjne      | O brązowy medal       | Klas. końcowa |
| Konkurencja      | 1/8                     | Przeciwnik I          | Miejsce       |
| ---------------- | ----------------------- | --------------------- | ------------- |
| 66 kg styl wolny | Volmar Wikström (FIN) P | Arvo Haavisto (FIN) P | 9.            |